# Poul Hartmann
Poul Richard Hartmann (1. maj 1878 i Nykøbing Falster − 29. juni 1969 i Nykøbing Falster ) var en dansk roer, der deltog i Sommer-OL 1912, hvor han sammen med de øvrige medlemmer af den danske besætning fra Nykøbing Falster Roklub vandt guld i firer med styrmand, indrigger.